# Trond Sirevåg
Trond Sirevåg (17 ottobre 1955) è un allenatore di calcio ed ex calciatore norvegese, di ruolo difensore.

## Carriera

### Giocatore

#### Club
Sirevåg giocò nel Bryne dal 1973 al 1986. Nel 1987 militò nelle file dello Ulf.

#### Nazionale
Conta 2 presenze per la Norvegia under 21. Esordì il 25 agosto 1976, nel successo per 0-2 sulla Danimarca under 21. Giocò anche una partita per la Nazionale maggiore, in data 20 giugno 1984: fu titolare nel successo per 0-1 sull'Islanda.

### Allenatore
Fu allenatore del Bryne dal 1994 al 1996 e nel 2009.